# 공익탐정사

## 개요
공익탐정사(Public Interest Detective)란 이도현 (박사)가 현재 세계 각국에서 운용 중인 탐정사의 자격제도 및 업무범위 등을 연구하여 세계최초로 정의한 개념
으로 치안삼륜(경찰+민간경비+공익탐정사)의 한축을 담당하며, 경찰의 인력 및 예산의 한계에 따른 치안공동화 현상을 보완하기 위해 활동하며 치안보완재의 기능과 역할을 수행한다.
공익탐정사는 '국가의 기본적 기능을 보완하는 기능과 역할을 수행하는 자'로서 국가의 공인자격제도에 의해 자격과 권한을 부여받은 탐정사를 말한다.
즉 준공무원 신분으로 미아, 실종자, 가출자, 치매자, 해외입양자 등 소재가 확인되지 않는 자발적, 비자발적 실종자찾기를 포함하여 미제사건, 경제사범, 해외도피자, 범죄수배자 찾기 및 국가위임사무를 수행한다.
또한 업무수행을 위한 조사권·준사법권 등의 권한을 위임받고 국가 및 경찰행정보완 업무를 수행하는 “탐정사”로서 공적업무를 수행하는 탐정사이다.
사립탐정사제도에 의해 자격을 부여받는 공인탐정사 또는 사적 이익을 목적으로 공익신고에 따른 보상금을 받는 등의 업무를 주로 수행하는 명칭이 같은 공익탐정사와는 다른 개념이다.
이들의 사회적 지위로는 국가를 위해 공익목적의 업무를 수행하는 공무원 및 민간인 사이의 준공무원의 지위로서 비슷한 예로서 지방법원에 소속되어 막강한 권한과 책임을 가지고 사법기능을 보완하는 집행관 등과 비슷한 지위라고 할 수 있다.
현 21대 국회에서 윤재옥 의원이 발의한「탐정업의 관리에 관한 법률안-윤재옥의원등 10인」에서의 공인탐정사와 비슷한 개념이나 업무의 범위에 있어서 매우 제한적인 공익업무를 수행함과 동시에 '관련분야에 대한 전문성을 갖춘 자'라는 점에서 구분된다.

## 주요 업무
- 경찰 등 공적 영역에서의 미아, 실종자, 가출자, 치매자, 해외입양자 등 소재가 확인되지 않는 자발적, 비자발적 실종자 및 장기미제사건, 경제사범, 수배자 찾기 등 인력 및 예산이 장기적으로 요구되는 업무 등 치안보완업무와 국가위임사건 해결
- 사적 영역에서의 사람찾기 심의위원회 적법심사를 통과한 가족찾기 및 보고싶은 사람찾기 등 국가의 기본권 수호 지원업무를 수행